# Playing the Angel
Playing the Angel englisch Den Engel spielen ist das elfte Studioalbum der britischen Band Depeche Mode aus dem Jahr 2005.

## Entstehung und Veröffentlichung
Die Erstveröffentlichung von Playing the Angel erfolgte am 14. Oktober 2005 bei Mute Records. Das Album erschien in seiner Originalausführung gleichzeitig als CD (Katalognummer: CDStumm260) und LP (Katalognummer: Stumm260) mit zwölf Titeln.
Erstmals in der Geschichte der Band schafften es mit I Want It All, Nothing’s Impossible und Suffer Well drei von Dave Gahan geschriebene Lieder auf das Album. Unterstützung erhielt Gahan dabei von den Koautoren Christian Eigner und Andrew Phillpott.
Der Albumtitel stammt aus dem Lied The Darkest Star. Dort heißt es in der ersten Strophe: „Oh you sad one / Playing the Angel / Isn’t so easy where you’re from“. Das Frontcover des Albums, entworfen von Anton Corbijn, zeigt die Figur Mr. Feathers.

## Stil
Die Band gibt an, dass sie mit diesem Album sich nicht neu erfunden haben, sondern alte Wege gegangen wären. Die musikalische Stilrichtung orientierte sich an verschiedenen früheren Alben, angefangen bei Black Celebration bis Violator. Das gesamte Album sei recht düster gehalten, die Texte pessimistisch. Im Gegensatz zum Vorgänger Exciter, der durch überwiegend digitale Sounds geprägt ist, wurde bei Playing the Angel verstärkt auf raue, analoge Klänge mit Verzerrungen und Übersteuerungen gesetzt.
Die Untertitel „pain and suffering in various tempos“ („Schmerz und Leid in verschiedenen Tempi“) auf der Rückseite des Covers und „pain and suffering in various countries“ („Schmerz und Leid in verschiedenen Ländern“) auf Fanartikeln zur Tour bilden einerseits das Motto des Albums, spielen aber andererseits auch selbstironisch auf das Image der Band an.

## Titelliste
1. A Pain That I’m Used To – 4:11
2. John the Revelator – 3:42
3. Suffer Well – 3:49
4. The Sinner in Me – 4:56
5. Precious – 4:10
6. Macro – 4:03
7. I Want It All – 6:09
8. Nothing’s Impossible – 4:21
9. Introspectre – 1:42
10. Damaged People – 3:29
11. Lilian – 4:49
12. The Darkest Star – 6:55

Die Songs Suffer Well, I Want It All und Nothing’s Impossible hat Dave Gahan zusammen mit Christian Eigner und Andrew Philpott geschrieben, alle anderen Lieder stammen aus Martin Gores Feder. Macro und Damaged People singt Gore, die restlichen Lieder Gahan. Introspectre ist ein Instrumentalstück.

## Singleauskopplungen
| Jahr | Titel                       | Höchstplatzierung, Gesamtwochen, AuszeichnungChartplatzierungen (Jahr, Titel, , Platzierungen, Wochen, Auszeichnungen, Anmerkungen) | Höchstplatzierung, Gesamtwochen, AuszeichnungChartplatzierungen (Jahr, Titel, , Platzierungen, Wochen, Auszeichnungen, Anmerkungen) | Höchstplatzierung, Gesamtwochen, AuszeichnungChartplatzierungen (Jahr, Titel, , Platzierungen, Wochen, Auszeichnungen, Anmerkungen) | Höchstplatzierung, Gesamtwochen, AuszeichnungChartplatzierungen (Jahr, Titel, , Platzierungen, Wochen, Auszeichnungen, Anmerkungen) | Höchstplatzierung, Gesamtwochen, AuszeichnungChartplatzierungen (Jahr, Titel, , Platzierungen, Wochen, Auszeichnungen, Anmerkungen) | Anmerkungen                              |
| Jahr | Titel                       | DE | AT | CH | UK | US | Anmerkungen                              |
| ---- | --------------------------- | --- | --- | --- | --- | --- | ---------------------------------------- |
| 2005 | Precious                    | DE2 Gold · (25 Wo.)DE | AT9 (21 Wo.)AT | CH12 (24 Wo.)CH | UK4 (6 Wo.)UK | US71 (3 Wo.)US | Erstveröffentlichung: 30. September 2005 |
| 2005 | A Pain That I’m Used To     | DE11 (11 Wo.)DE | AT24 (5 Wo.)AT | CH23 (14 Wo.)CH | UK15 (4 Wo.)UK | — | Erstveröffentlichung: 6. Dezember 2005   |
| 2006 | Suffer Well                 | DE13 (9 Wo.)DE | AT67 (1 Wo.)AT | CH66 (6 Wo.)CH | UK12 (3 Wo.)UK | — | Erstveröffentlichung: 6. März 2006       |
| 2006 | John the Revelator / Lilian | DE16 (9 Wo.)DE | — | CH70 (3 Wo.)CH | UK18 (3 Wo.)UK | — | Erstveröffentlichung: 2. Juni 2006       |

Die Videos zu Precious und A Pain That I’m Used To wurden von Uwe Flade gedreht.
Zur Single A Pain That I’m Used To steuerte Goldfrapp einen Remix bei.
Suffer Well ist die erste von Dave Gahan und damit seit Just Can’t Get Enough (1981) die erste nicht von Martin Gore geschriebene Single der Band. Der Song war 2007 für einen Grammy nominiert.
John the Revelator / Lilian ist nach Blasphemous Rumours / Somebody im europäischen Markt die zweite Doppel-A-Seite der Band. Der Song John the Revelator ist inspiriert durch einen gleichnamigen amerikanischen Worksong. Lilian ist zusammen mit Martyr die einzige Single-Auskopplung, die von der Band bisher nicht live gespielt wurde.

## Touring the Angel
Dem Album folgte die weltweite Tournee Touring the Angel sowie im September 2006 der Konzert-Mitschnitt Touring the Angel: Live in Milan. Während der Tour präsentierte die Band folgende Setlisten:

### Erster und zweiter Tourabschnitt
1. I Want it All (Instrumental Intro)
2. A Pain That I’m Used To
3. John the Revelator
4. A Question of Time
5. Policy of Truth
6. Precious
7. Walking in My Shoes
8. Suffer Well
9. - Damaged People
  - Macro
10. Home
11. I Want it All
12. The Sinner in Me
13. I Feel You
14. Behind the Wheel
15. World in My Eyes
16. Personal Jesus
17. Enjoy the Silence
18. - Somebody
  - A Question of Lust
  - Shake the Disease
  - Leave in Silence
19. Just Can’t Get Enough
20. Everything Counts
21. Never Let Me Down Again
22. Goodnight Lovers

### Dritter und vierter Tourabschnitt
1. I Want it All (Instrumental Intro)
2. A Pain That I’m Used To
3. A Question of Time
4. Suffer Well
5. Precious
6. Walking in My Shoes
7. Stripped
8. Home
9. - It Doesn’t Matter Two
  - Judas
  - Blue Dress
10. In Your Room
11. - Nothing’s Impossible
  - The Sinner in Me
12. John the Revelator (wurde nicht an allen Auftritten gespielt)
13. I Feel You
14. Behind the Wheel
15. World in My Eyes
16. Personal Jesus
17. Enjoy the Silence
18. - Shake the Disease
  - Leave in Silence
  - It Doesn’t Matter Two
  - Somebody
19. - Photographic
  - Just Can’t Get Enough
20. Never Let Me Down Again

## Kommerzieller Erfolg

### Chartplatzierungen
| ChartsChartplatzierungen       | Höchstplatzierung | Wochen |
| ------------------------------ | ----------------- | ------ |
| Deutschland (GfK)              | 1 (37 Wo.)        | 37     |
| Österreich (Ö3)                | 1 (27 Wo.)        | 27     |
| Schweiz (IFPI)                 | 1 (20 Wo.)        | 20     |
| Vereinigte Staaten (Billboard) | 7 (16 Wo.)        | 16     |
| Vereinigtes Königreich (OCC)   | 6 (4 Wo.)         | 4      |

| ChartsJahrescharts (2005) | Platzierung |
| ------------------------- | ----------- |
| Deutschland (GfK)         | 22          |
| Österreich (Ö3)           | 54          |
| Schweiz (IFPI)            | 30          |

| ChartsJahrescharts (2006) | Platzierung |
| ------------------------- | ----------- |
| Deutschland (GfK)         | 44          |

### Auszeichnungen für Musikverkäufe
| Land/Region                  | Auszeichnungen für Musikverkäufe (Land/Region, Auszeichnung, Verkäufe) | Verkäufe  |
| ---------------------------- | ---------------------------------------------------------------------- | --------- |
| Argentinien (CAPIF)          | Gold                                                                   | 20.000    |
| Dänemark (IFPI)              | Gold                                                                   | (20.000)  |
| Deutschland (BVMI)           | 2× Platin                                                              | (400.000) |
| Europa (IFPI)                | Platin                                                                 | 1.000.000 |
| Finnland (IFPI)              | Gold                                                                   | (16.777)  |
| Frankreich (SNEP)            | 2× Gold                                                                | (200.000) |
| Griechenland (IFPI)          | Gold                                                                   | (7.500)   |
| Kanada (MC)                  | Gold                                                                   | 50.000    |
| Mexiko (AMPROFON)            | Gold                                                                   | 50.000    |
| Österreich (IFPI)            | Gold                                                                   | (15.000)  |
| Polen (ZPAV)                 | Platin                                                                 | (20.000)  |
| Portugal (AFP)               | Gold                                                                   | (10.000)  |
| Russland (NFPF)              | 3× Platin                                                              | (60.000)  |
| Schweden (IFPI)              | Gold                                                                   | (30.000)  |
| Spanien (Promusicae)         | Platin                                                                 | (80.000)  |
| Ungarn (MAHASZ)              | Platin                                                                 | (10.000)  |
| Vereinigtes Königreich (BPI) | Gold                                                                   | (100.000) |
| Insgesamt                    | 12× Gold · 9× Platin ·                                                 | 1.180.000 |

Hauptartikel: Depeche Mode/Auszeichnungen für Musikverkäufe

## Trivia
- Der Titel Suffer Well wurde für das Computerspiel Die Sims 2: Open for Business in der fiktiven Sprache Simlish aufgenommen und als kostenloser Download angeboten. Außerdem wurde ein Video in Spielgrafik erstellt.
- Als Besonderheit für die Fans haben Depeche Mode mit Live Here Now alle Konzerte des zweiten Abschnitts von Touring the Angel (April bis August 2006) mitgeschnitten und jeweils als limitiertes CD-Package oder Download angeboten (Recording the Angel).[11]